# Couvent des Carmes de Tours
Pour les articles homonymes, voir Couvent des Carmes.
Le couvent des Carmes est un ancien établissement religieux de Carmélites à Tours, dans le département d'Indre-et-Loire (France).
Proche de la Loire, il est détruit après la Révolution puis dans les années 1960 pour faire place à des aménagements urbains alors que certaines parties avaient été inscrites comme monument historique en 1946. Seule l'église du couvent, devenue église paroissiale sous le vocable d'église Saint-Saturnin au XIXe siècle, subsiste. 

## Localisation
Le couvent des Carmes de Tours se situait près de la Loire, au nord de l'actuelle église Saint-Saturnin de Tours, sous l'emprise de la rue des Tanneurs et de certains des bâtiments de l'université de Tours.

## Histoire
La date d'arrivée des premières Carmélites à Tours n'est pas connue mais c'est probablement dans la seconde moitié du XIIIe siècle qu'ils commencent par s'installer non loin du château de Plessis-lèz-Tours. En 1323, date beaucoup plus vraisemblable que 1303, date généralement avancée, ils achètent un terrain proche de la Loire où ils construisent la chapelle Notre-Dame de Pitié et quelques bâtiments. C'est vers 1470 que le couvent dont les bâtiments ont survécu jusqu'au XXe siècle est bâti (bâtiments claustraux et église). Peu après 1634, le couvent est agrandi vers le nord.

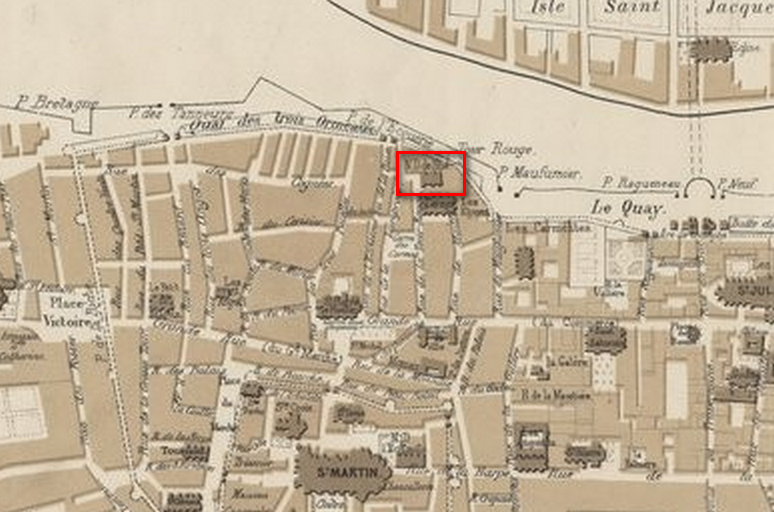
Emplacement de la chapelle Notre-Dame de Pitié (1873).

En 1791, le couvent est vendu comme bien national à un particulier qui opère pour le compte de la mairie de Tours. Celle-ci détruit une grande partie des bâtiments ainsi que le cloître pour modifier la voirie du quartier et construire des habitations. L'église, épargnée, devient une grange jusqu'en 1824 où elle est rendue au culte comme église paroissiale sous le vocable de Saint-Saturnin. En 1845, le couvent des Carmélites est transféré rue des Ursulines.
L'incendie qui ravage les quartiers de Tours proches de la Loire en juin 1940 détruit la chapelle. Les bâtiments survivants sont inscrits comme monument historique par arrêté du 8 juillet 1946. En 1968, dans le cadre de la réhabilitation du quartier et de la construction du site des Tanneurs de l'université de Tours, les derniers vestiges autres que l'ancienne église, désaffectée, sont démolis.

## Architecture
Dans les années 1960, les restes du couvent des Carmes consistent en deux bâtiments à l'extrême nord de l'emprise de l'ensemble. Les deux corps sont perpendiculaires et reliés par un troisième. L'aile orientale, plus ancienne mais qui montre d'importantes reprises (XVIe et XVIIe siècles), possède trois arcades murées. L'aile septentrionale, parallèle à la Loire, date du XVIIe siècle.
Trois chapiteaux décorés du XVe siècle, récupérés lors d'une fouille de sauvetage réalisée en 1967 ou 1968, sont conservés dans les collections de la Société archéologique de Touraine.

## Sépultures
- Hémon Raguier, mort le 2 novembre 1433 à  Tours et inhumé le 10 mars 1447 aux Carmes de Tours, puis aux Blancs-Manteaux[11]

## Pour en savoir plus